# フランク・マルタン
フランク・マルタン（Frank Martin、1890年9月15日 - 1974年11月21日）は、フランス語系スイス人のプロテスタントの作曲家。オランダでも活動した。義理の息子のクリスティアン・フェヒティンクは指揮者。

## 生涯
フランク・マルタンはプロテスタントの牧師シャルル・マルタンの子としてジュネーヴで生まれた。10人きょうだいの末っ子。就学前よりピアノを弾き、即興演奏をたしなむほどの早熟ぶりであった。9歳のとき、まだ正規に和声法や歌曲形式を学ばずに歌曲を作曲するが、いずれも有節歌曲であった。12歳のときにバッハのマタイ受難曲の演奏に接して強い感銘を受け、バッハを精神的な師として仰ぐようになる。
2年間ジュネーヴ大学で数学と物理学を学ぶかたわら、作曲とピアノをヨーゼフ・ラウバーに師事。1918年から1926年までチューリヒやローマ、パリを転々と過ごした。この頃の作品は、独自の音楽語法の探究であり、まだフランクやダンディ、ラヴェルの影響下にあった。
1926年にジュネーヴ室内楽協会 (Société de Musique de Chambre de Genève) を設立し、ピアニストやチェンバロ奏者として10年間の活動を続ける。この間に、ジャック＝ダルクローズ研究所で音楽理論や即興演奏を教え、ジュネーヴ音楽院で室内楽を指導した。1933年から1940年までテクニコン・モデルヌ・ド・ミュジック (Technicum Moderne de Musique) 校長に、1942年から1946年までスイス音楽家協会総裁に就任。
1946年よりオランダに移住。スイス時代に公務に追われて専念できなかった作曲に、多くの時間を割くようになる。アムステルダムに10年暮らした後、ナールデンに定住した。
1950年から1957年までケルン市立高等音楽学校で作曲の教鞭を執る。その後は教育活動を放棄し、作曲に集中するが、その合間に室内楽の演奏旅行や指揮にも携わり、録音も残した（いずれの場合もたいていは自作に関係してのものだった）。
絶筆のカンタータ「かくて生は勝利す Et la Vie l'Emporta 」を仕上げてから10日後にナールデンで世を去った。ジュネーヴの王の墓地に埋葬されている。

## 作品
大規模な交響曲（1937年）や、2つのピアノ協奏曲、クラヴサン（チェンバロ）協奏曲、ヴァイオリン協奏曲、チェロ協奏曲のほか、作者自身が「バラード」と名づけた一連の協奏的作品がある。
マルタンは、シェーンベルクの十二音技法を独自に発展させた。ただし、調性破壊や表現拡張の手段としてではなく、あくまで旋律の可能性を豊かにするための道具立てと見なしていた。このためマルタンは調性に固執し、無調には反対した。

### 主要作品一覧

#### 声楽をともなう作品
- 無伴奏二重合唱のためのミサ曲 Messe (1922-26)
- オラトリオ「魔法の酒」 Le Vin Herbé (1938)
- 「イェーダーマン」より6つのモノローグ（アルトまたはバリトン、ピアノまたは管弦楽） Sechs Monologe aus Jedermann (1943)
- オラトリオ「地には平和」 In terra pax (1944)
- 3つのクリスマスの歌（ソプラノ、フルート、ピアノまたはオルガン） Trois Chants de Noël (1947)
- オラトリオ「ゴルゴタ」 Golgotha (1949)
  - （日本初演: 1978.12.1 東京厚生年金会館 山口貴 東京交響楽団 芳野靖夫、常森寿子、志村年子、田口興輔、岡村喬生　フィルハーモニー合唱団、石上洋子 (P)、酒井多賀志 (Og) フィルハーモニー合唱団第40回記念定期演奏会）
- オペラ「嵐」 Der Sturm（1952-55、1956初演）
- マリア三部作（ソプラノ、ヴァイオリン、管弦楽） Maria-Triptychon (1968-69)
- 死者のためのミサ曲（レクイエム） Requiem (1973)
- カンタータ「かくて生は勝利す」 Et la Vie l'Emporta (1974)

#### 協奏的作品
- ピアノ協奏曲第1番　(1933-34)
- 教会ソナタ（ヴィオラ・ダモーレとオルガン / フルートとオルガン / ヴィオラ・ダモーレと弦楽合奏） Sonata da Chiesa (1938 / 1941 / 1952)
- 小協奏交響曲（ハープ、チェンバロ、ピアノと2群の弦楽合奏） Petite Symphonie Concertante (1944-45)
- 協奏交響曲 （小協奏交響曲の3管編成管弦楽版） Symphonie Concertante (1946)
- 7つの管楽器とティンパニ、弦楽器のための協奏曲 (1949)
- ヴァイオリン協奏曲  (1950-51)
- クラヴサン（チェンバロ）と小管弦楽のための協奏曲 (1951-52)
- チェロ協奏曲  (1965-66)
- ピアノ協奏曲第2番 (1968-69)
- 3つの舞曲（オーボエ、ハープ、弦楽五重奏、弦楽合奏） Trois danses (1970)
- 「ポリプティーク―キリスト受難の6つの印象」（ヴァイオリン、2群の小弦楽合奏） Polyptyque - Six images de la Passion du Christ (1973)
- バラード Ballade
  - アルト・サクソフォーンとピアノのための／アルト・サクソフォーン、弦楽合奏、打楽器とピアノのための (1938)
  - ピアノと管弦楽のための (1939)
  - フルートとピアノのための / フルート、弦楽合奏とピアノのための (1939 / 1941)
  - トロンボーンとピアノのための / トロンボーンと小管弦楽のための (1940 / 1941)
    - トロンボーンの代わりにテナー・サクソフォーンでも可

  - チェロと小管弦楽のための (1949)
  - ヴィオラと管楽合奏のための (1972)

#### その他の器楽作品
- ギターのための「4つの小曲」 Quatre pièces brèves (1933)
- 交響曲 (1937)
- パッサカリア（オルガンのための／弦楽合奏のための） Passacaille (1944 / 1952)
- 弦楽合奏のためのエテュード Etudes pour orchestre à cordes (1955-56)

## 文献
- Harald Kaufmann: Frank Martins Cornet schreibt einen Brief, in: Von innen und außen. Schriften über Musik, Musikleben und Ästhetik, hg. von Werner Grünzweig und Gottfried Krieger, Wolke, Hofheim 1993, S. 104–107.
- Harald Kaufmann: Gespräch mit Frank Martin, in: Von innen und außen, S. 177–180.